# Bê bối nghe lén của News International
Bê bối nghe lén điện thoại của tờ News of the World (NOTW), do News International xuất bản, là việc nghe lén điện thoại của hơn 4.000 người, làm xôn xao dư luận Anh và thế giới vào tháng 7 năm 2011. Vụ bê bối là nguyên nhân trực tiếp dẫn đến việc đóng cửa tờ báo đã tồn tại 168 năm.

## Tổng quan
Vụ việc bị phanh phui từ năm 2006, khi cảnh sát Anh khởi tố Clive Goodman, biên tập viên phụ trách trang Hoàng gia của tờ NOTW, và Glenn Mulcaire, một thám tử tư, với cáo buộc họ thâm nhập vào hệ thống hộp thư thoại của các thành viên Hoàng gia. Cả hai bị bỏ tù vào năm 2007, với mức án 6 tháng và 4 tháng lần lượt cho Mulcaire và Goodman. Tổng biên tập lúc đó của tờ NOTW, ông Andy Coulson đã từ chức vì vụ này.
Năm 2009 và 2010, những cáo buộc xung quanh việc nghe lén điện thoại của NOTW tiếp tục nổi lên. Tính đến tháng 3-2010, tờ báo đã chi trên 2 triệu bảng Anh (3,2 triệu USD) để dàn xếp với các nạn nhân bị hack điện thoại.

## Con số nạn nhân
Bắt đầu từ ngày 8 tháng 7 năm 2009, tờ The Guardian đăng một loạt bài cáo buộc các hành vi xâm nhập điện thoại trái phép của NOWT. Tờ báo cho biết những người bị NOTW hack điện thoại gồm những người nổi tiếng như chính trị gia John Prescott và Giám đốc CLB bóng đá Manchester United - Sir Alex Ferguson, Bộ trưởng Văn hóa, Thể thao và Truyền thông Tessa Jowell, và thậm chí là Tổng biên tập của tờ The Sun, tờ "chị em" của NOTW, bà Rebekah Wade.
Tháng 2 năm 2010, tờ The Guardian tiếp tục đưa tin cho biết 2 công ty điện thoại phát hiện hơn 100 khách hàng của họ đã bị hack hộp thư thoại. Yêu cầu công bố thông tin của The Guardian cho biết cảnh sát đã hồi phục 91 mã số định danh cá nhân (PIN) của những người bị hack hộp thư thoại trong vụ Mulcaire và Goodman. Tháng 4 năm 2010, thông tin tiết lộ từ các tài liệu của Vụ Tố Tụng cho thấy dù cảnh sát chỉ nêu tên 8 cá nhân trước tòa án, cảnh sát Scotland thật ra phát hiện hơn 4.000 cái tên và gần 3.000 số điện thoại đầy đủ hoặc một phần từ các tài liệu lấy được của Mulcaire và Goodman.

## Cái chết của NOTW
Cảnh sát Luân Đôn ngày 26 tháng 1 năm 2011 tuyên bố họ sẽ bắt đầu một chiến dịch điều tra mới về vụ hack điện thoại của NOTW, sau khi nhận được "nhiều thông tin quan trọng mới".
Hãng tin BBC ngày 20 tháng 5 cho biết Tòa án Tối cao nói rằng một sổ ghi của một thám tử tư do NOTW thuê có chứa hàng nghìn số điện thoại, và cảnh sát cùng phát hiện 149 số điện thoại cá nhân và gần 400 số hộp thư thoại có thể dùng để hack hộp thư thoại".
Ngày 7 tháng 7, News Corporation tuyên bố sẽ phát hành số cuối cùng của NOWT, tờ báo có 168 năm tuổi, vào ngày 10 tháng 7, theo sau những bằng chứng cho thấy tờ báo đã vi phạm đạo đức nghề nghiệp trên diện rộng. Các lãnh đạo của công ty cho rằng việc hack điện thoại nghiêm trọng hơn lúc đầu họ nghĩ, và cho biết sẵn sàng hợp tác với các nhà điều tra.

## Sẽ có NOTW mới
Theo sau sự đóng cửa của NOTW, nhiều đồn đoán cho rằng News Corporation sẽ cho ra tờ "The Sun on Sunday" (Mặt trời ngày Chủ Nhật), để thay cho tờ tuần báo NOTW chị em.
Hôm 5 tháng 7, hãng BBC cho biết, trước khi ông Rupert Murdoch tuyên bố khai tử News of the World, ấn phẩm từng được coi là "quả trứng vàng" của tập đoàn, một công ty giấu tên đã đăng ký tên miền cho 2 địa chỉ website thesunonsunday.co.uk và thesunonsunday.com. Nhiều người cho rằng, đây có thể là "bến đỗ" mới cho 200 nhân viên của News of the World sau khi tờ báo này ra số cuối cùng vào ngày 10 tháng 7.

## Truyền thống nghe lén
Không chỉ NOTW, một tờ báo khác cũng thuộc tập đoàn News Corporation, tờ The Sun, cũng liên quan đến các cáo buộc nghe lén điện thoại. Tháng 2001, cảnh sát Luân Đôn điều tra cáo buộc của lãnh đạo Liên đoàn Thương mại Scotland, Andy Gilchrist, rằng tờ The Sun đã xâm nhập điện thoại của ông để moi những tin tiêu cực về ông. Câu chuyện được công khai một thời gian ngắn sau khi Rebekah Brooks được bổ nhiệm làm tổng biên tập của tờ báo. Một nhà báo làm việc cho NOTW ở Ireland thừa nhận các hoạt động nghe lén không chỉ có ở Anh, mà còn dùng trong cả một số câu chuyện của ấn bản tiếng Ireland.

## Thiệt hại
Cổ phiếu của tập News Corporation bị giảm tới 3,2% khi vụ việc được báo chí đăng tải. Ngoài ra, tập đoàn News Corporation còn phải đối mặt với việc bồi thường cho những nạn nhân vụ nghe lén điện thoại. Hiện diễn viên điện ảnh Sienna Miller là người đầu tiên được bồi thường với khoản tiền 160.000 USD và hơn 200 đơn kiện khác có thể khiến News Corp mất thêm 32 triệu USD nữa. Cái lo nhất của tỷ phú Rupert Murdoch hiện nay là News Corporation còn có thể bị nhà chức trách Anh thu hồi giấy phép và đối mặt với cuộc chiến pháp lý kéo dài hàng tháng xung quanh bê bối này.
Tính đến ngày 18 tháng 7 năm 2001, đã có 3 nhà điều hành cấp cao của News Corp đã phải từ chức vì vụ bê bối nghe lén, trong đó có Tổng biên tập tờ The Wall Street Journal, một trong những tờ báo tài chính hàng đầu thế giới. News Corp. đang bị điều tra cả ở Hoa Kỳ và Anh.